# John Seymour Lucas

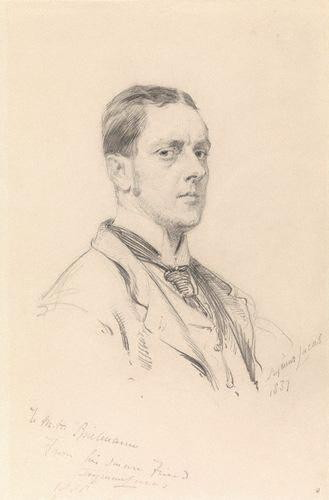
John Seymour Lucas (Selbstporträt, 1887)

John Seymour Lucas (* 21. Dezember 1849 in London; † 8. Mai 1923) war ein englischer Historien- und Porträtmaler, ebenso ein angesehener viktorianischer Kostümbildner. 

## Leben
Er wurde in London als Sohn einer künstlerischen Familie geboren und ursprünglich als Holzschnitzer ausgebildet. Er konzentrierte sich aber sehr schnell auf die Porträtmalerei und trat zunächst der St. Martin’s Lane Art School und später der Royal Academy bei. Hier lernte er seine spätere französische Frau und Künstlerkollegin, Marie Cornelissen kennen, die er 1877 heiratete. John Seymour Lucas bildete seine Kunstfertigkeit auf ausgedehnten Studienreisen durch Europa aus, vor allem Holland und Spanien, wo er flämische und spanische Meister studierte. Er begann im Jahr 1872 auszustellen, wurde ein assoziiertes Mitglied der Royal Academy im Jahre 1876 und ein volles Mitglied der Königlichen Akademie im Jahre 1898.

## Auszug der wichtigsten Werke

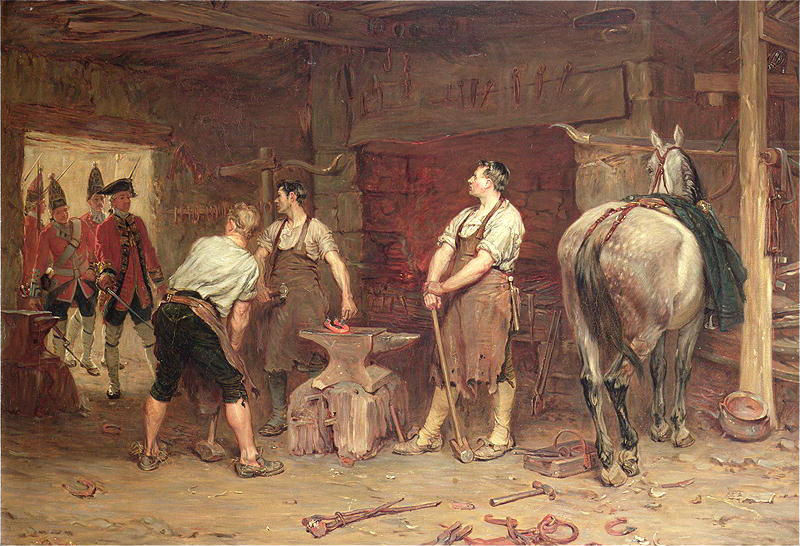
Rebel hunting after Culloden

- Rebel hunting after Culloden (1884)
- Preparing for the Voyage (1875)
- Spanish Armada
- The Flight of the Five Members